# Shin-Ei Animation
Shin-Ei Animation Co., Ltd (シンエイ動画株式会社, Shin'ei Douga Kabushiki Gaisha) é um estúdio japonês de animes. A TV Asahi Corporation é a actual proprietária da corporação. O estúdio foi fundado em Tóquio em 1976, sucedendo A Production, a empresa anterior do fundador, Daikichirō Kusube, que foi animador da Toei Animation. Shin-Ei foi responsável pelas séries Doraemon e Crayon Shin-chan, que foram lançadas na televisão japonesa desde 1979 e 1992 respectivamente.